# Honor (Míchigan)
Honor es una villa ubicada en el condado de Benzie en el estado estadounidense de Míchigan. En el Censo de 2010 tenía una población de 328 habitantes y una densidad poblacional de 0,23 personas por km².

## Geografía
Honor se encuentra ubicada en las coordenadas 44°39′59″N 86°1′10″O / 44.66639, -86.01944. Según la Oficina del Censo de los Estados Unidos, Honor tiene una superficie total de 1434.85 km², de la cual 1393.41 km² corresponden a tierra firme y (2.89%) 41.44 km² es agua.

## Demografía
Según el censo de 2010, había 328 personas residiendo en Honor. La densidad de población era de 0,23 hab./km². De los 328 habitantes, Honor estaba compuesto por el 92.99% blancos, el 0.3% eran afroamericanos, el 2.44% eran amerindios, el 0.3% eran asiáticos, el 0% eran isleños del Pacífico, el 0% eran de otras razas y el 3.96% pertenecían a dos o más razas. Del total de la población el 2.44% eran hispanos o latinos de cualquier raza.